# Nhiệt dịch
Nhiệt dịch (từ tiếng Trung 熱液) hay thủy nhiệt (từ tiếng Trung 水热), tiếng Anh là hydrothermal, trong hầu hết các trường hợp là sự tuần hoàn của nước nóng; trong tiếng Hy Lạp 'hydros' nghĩa là nước và 'thermos' là nhiệt. Nhiệt dịch thường xuất hiện gần các nguồn sinh nhiệt trong vỏ Trái Đất. Nó xuất hiện phổ biến gần nơi có hoạt động núi lửa, đôi khi xuất hiện trong lớp vỏ sâu liên quan đến sự xâm nhập của granit, hoặc được tạo ra từ hoạt động tạo núi hoặc biến chất.

## Tuần hoàn nhiệt dịch đáy biển
Tuần hoàn nhiệt dịch trong đại dương là sự vận chuyển nước qua hệ thống sống núi giữa đại dương.
Thuật ngữ bao gồm cả tuần hoàn của các miệng phun nước nhiệt độ cao gần đỉnh của sống núi và các dòng nước khuếch tán có nhiệt độ thấp hơn xuyên qua các trầm tích và bazan vùi lấp xa hơn các đỉnh sống núi. Kiểu tuần hoàn thứ nhất đôi khi được gọi là "chủ động", còn kiểu tuần hoàn thứ hai gọi là "thụ động". Trong cả hai trường hợp đều có cùng nguyên tắc: nước biển lạnh nặng hơn thì chìm xuống lớp bazan của đáy biển và được nung nóng, sau đó lại dâng trở lên do chúng đã nhẹ hơn. Nguồn cung cấp nhiệt cho các miệng phun chủ động này là bazan mới được hình thành, và đối với các miệng phun nhiệt độ cao nhất là do lò macma nằm bên dưới. Nguồn nhiệt cung cấp cho các miệng phun thụ động là các bazan cổ hơn đang nguội dần đi. Các nghiên cứu về luồng nhiệt đáy biển cho rằng các bazan trong lớp vỏ đại dương phải mất hàng triệu năm để nguội lạnh hoàn toàn do chúng vẫn tiếp tục cung cấp nhiệt cho các hệ thống luân chuyển nhiệt dịch thụ động.

## Luân chuyển nhiệt dịch liên quan tới núi lửa và macma
Luân chuyển nhiệt dịch không bị giới hạn trong môi trường sống núi đại dương. Các nguồn nước của các mạch nước phun và suối nước nóng là nước ngầm được nung nóng chuyển động đối lưu ở bên dưới và sang ngang đối với các miệng phun nước nóng. Các khối đối lưu luân chuyển nhiệt dịch tồn tại bất cứ nơi nào có nguồn dị thường nhiệt như macma xâm nhập, miệng phun núi lửa, khi tiếp xúc với các mạch nước ngầm.

## Lớp vỏ sâu của Trái Đất
Nhiệt dịch cũng đề cập đến sự vận chuyển và tuần hoàn của nước ở dưới sâu trong vỏ Trái Đất, thường từ các khu vực có đá nóng đến các khu vực có đá nguội hơn. Nguyên nhân của sự đối lưu này có thể là:
- Sự xâm nhập của macma vào lớp vỏ.
- Nhiệt sinh ra do bức xạ từ các khối granit nguội đi
- Nhiệt từ quyển manti
- Áp suất thủy lực của các dãy núi, ví dụ bồn địa Đại Tự lưu
- Mất nước của đá biến chất
- Mất nước của các trầm tích bị chôn vùi sâu

Luân chuyển nhiệt dịch, đặc biệt trong lớp vỏ sâu của Trái Đất, là nguyên nhân cơ bản của sự hình thành trầm tích khoáng vật và là nền tảng của hầu hết các học thuyết về hình thành quặng.

### Mỏ quặng nhiệt dịch
Trong suốt những năm đầu của thập niên 1900, nhiều nhà địa chất khác nhau đã tiến hành phân loại các mỏ quặng nhiệt dịch, được xem là được tạo ra từ các dung dịch nước dâng lên phía trên mặt đất. Waldemar Lindgren đã đưa ra một phân loại dựa trên các điều kiện nhiệt độ và áp suất suy giảm như đã diễn giải của các chất lưu tích tụ. Các thuật ngữ của ông đề xuất như: nhiệt dịch sâu (hypothermal), nhiệt dịch trung (mesothermal), nhiệt dịch nông (epithermal) và nhiệt dịch xa (teleothermal) là dựa trên sự suy giảm nhiệt độ và gia tăng khoảng cách từ nguồn dưới sâu. Chỉ có thủy nhiệt nông là được sử dụng trong các công trình ngiên cứu gần đây. Tu sửa lại của John Guilbert năm 1985 đối với hệ thống của Lindgren cho các tích tụ thủy nhiệt bao gồm:
- Các nhiệt dịch dâng lên trên mặt đất, như macma hay khí tượng
  - Pocfia đồng và các tích tụ khác, 200 - 800 °C, áp suất trung bình
  - Hỏa thành biến chất, 300 - 800 °C, áp suất thấp - trung bình
  - Mạch mỏ Cordillera, độ sâu trung bình đến nông
  - Nhiệt dịch nông, nông đến trung bình, 50 - 300 °C, áp suất thấp
- Các dung dịch khí tượng nung nóng luân chuyển
  - Quặng kiểu thung lũng Mississippi, 25 - 200 °C, áp suất thấp
  - Urani Tây Hoa Kỳ, 25 - 75 °C, áp suất thấp
- Nước biển nung nóng luân chuyển
  - Khoáng sản sống núi đại dương, 25 - 300 °C, áp suất thấp